# Monnikendam (plantage)
Monnikendam, ook wel Monnickendam of Munnikendam, is een voormalige koffieplantage aan de Motkreek in het stroomgebied van de Commewijne (rivier) in de kolonie Suriname. In het Sranantongo stond de plantage bekend onder de namen Heemskerki en Basbergi.

## Locatie
De plantage was gelegen aan de Cottica rechts in het afvaren; grenzend stroomopwaarts aan de mond van de Motkreek, stroomafwaarts aan de katoen- en koffieplantage Oud Bellevue.
In 1737 was plantage Monnikendam 445 Surinaamse akkers groot, ongeveer 195 hectare. In haar vroege periode bezat de plantage een kleine steenbakkerij. In 1820 werd nog op 850 akkers koffie geteeld. 
Monnikendam en de naastgelegen plantage Oud Bellevue vormden in 1863 samen één productie-eenheid onder leiding van directeur J.A.W. Rivoire.

## Eigenaren plantage Monnikendam
De plantage was achtereenvolgens in bezit van de volgende eigenaren:
- 1737: I. J. Bleykert
- 1770: A. H. Meynertshaegen
- 1793:	Hendrik Mauritz Wolff (1751-1820)
- 1820: Jacob Juriaan Francois de Friderici jr. (1781-1834)
- 1834: Boedel J.J.F. de Friderici jr.
- 1837: Hendrik Maurits Wolff de Friderici (1808-1841), Jacob Francois de Friderici (1813-1847) en Willem Lodewijk de Friderici
- 1863: Boedel Edwin Casparus Reijns, bestaand uit zijn erfgenamen Femmetje Reijns (voor 1/4e aandeel), Anna Reijns (voor 3/8e aandeel) en Jan Reijns (voor 3/8 aandeel).

## Emancipatie
In 1856 waren er (niet nader gespecificeerde) 'ongeregeldheden' op plantage Monnikendam.
Bij de afschaffing van de slavernij in Suriname in 1863 werden op Monnikendam 335 slaven vrijgemaakt, waarbij 82 nieuwe familienamen werden geboekstaafd, te weten
Beerstag, Berghaven, Boomhout, Braansdijk, Brandswijk, Buitendorp, Bundel, van den Bundel, Damburg, Danhoven, Dirksmijn, Doorstam, van Doten, Duinhuys, Ekendam, van Engel, van Engen,  van Ergoed, Everduim, van Gom, ter Goossen, Gunker, Haagstam, Haartmuur, Hamerstein, Handlager, Havenberg, Havertong, Helslijnen, van Hetten, Hoogstroom, Hoogtoon, Hooijveld, Huissen, Huijshest, Kalkoven, Kalkwijk, Krassert, Kruisbeen, Kijkshoven, Ligtvoet, Meerhoofd, Meerschuim, Moolhof, Morgendam, Munnick, Oostermuur, Postwijk, Raam, van Rangen, Reisbol, Reumel, Reuston, Roeyspaan, Rutman, Schaken, Schraalstein, Sluisdom, Sniphuis, Spierman, Steenbrok, van Tulle, Tynders, Utterberg, Veerduim, Visrijk, Weeger, Weerhaas, Wegerton, Weumer, van der Wiggen, Witberg, Wurden, van Wijs, Zaagenaar, Zaagmans, Zuidermeer, Zuiderwil, Zuidhof, Zwedenhoop